# Хюго Уивинг
Хюго Уолъс Уивинг (на английски: Hugo Wallace Weaving) е британско-австралийски театрален и филмов актьор. Носител е на шест награди на Австралийската академия за кино и телевизионни изкуства (AACTA) и е признат за почетен служител на Ордена на Австралия.
Има първата си значима роля като английския капитан на крикет Дъглас Джардин в австралийския телевизионен сериал Bodyline (1984). Става известен с играта си в австралийските игрални филми Proof (1991) и The Adventures of Priscilla, Queen of the Desert (1994), спечелвайки първата си Награда на AACTA за най-добра главна мъжка роля за Proof. В края на века придобива световна известност с участието си в няколко американски комерсиални продукции: в ролята на Агент Смит в първите три филми от поредицата  „Матрицата“ (1999–2003), на Елронд в поредиците „Властелинът на пръстените“ (2001–2003) и „Хобит“ (2012–2014), на заглавния герой във „V като Вендета“ (2005) и на Джонатан Шмит/Червеният череп във филма от Киновселената на Марвел (MCU) „Капитан Америка: Първият отмъстител“ (2011). Други известни филми с негово участие са „Човекът-вълк“ и „Облакът Атлас“. 
Отличава се с уникалния си изказ и тембър, което го прави търсен и като озвучаващ актьор. Има няколко гласови роли, включително във филмите „Бейб“ (1995), „Весели крачета“ (2006) и „Весели крачета 2“ (2011), в поредицата „Трансформърс“ като Мегатрон (2007–2011) и в „Легенда за пазителите“. 

## Биография
Уивинг е роден на 4 април 1960 г. в град Ибадан, Колониална Нигерия, като син на англичаните Ан Ленард (р. 1934 г.), екскурзоводка и бивша учителка, и Уолъс Уивинг (р. 1929 г.), сеизмолог. Баба му по майчина линия е белгийка.
Година след раждането му семейството му се завръща в Обединеното кралство, живеейки в Бедфорд и Брайтън, преди да се премести в Мелбърн и Сидни в Австралия и в Йоханесбург, Южна Африка, и след това отново се връща в Обединеното кралство.
Докато е в Обединеното кралство, учи в Училище „Даунс“ в село Раксал, Северен Съмърсет, и в частното училище за момчета „Болница на кралица Елизабет“ в Клифтън – предградие на Бристъл. Докато е в училището „Даунс“, през 1973 г. Уивинг изиграва една от първите си театрални роли като капитан Аскуит в The Thwarting of Baron Bolligrew на Робърт Болт. Семейството му се завръща в Австралия през 1976 г., където той учи в Гимназия „Кнокс“ в Сидни. Завършва Националния институт за драматично изкуство в Сидни през 1981 г.
Уивинг има брат и сестра. Той е чичо на актрисата Самара Уивинг, която започва кариерата си в Австралия, преди да премине към американски роли. И двамата се появяват в австралийския филм Mystery Road от 2013 г. По-малката ѝ сестра Морган Уивинг се появи в австралийската сапунена опера Home and Away заедно със сестра си.

## Кариера

### 1984 – 1998 г.
Първата телевизионна роля на Уивинг е в австралийския телевизионен сериал от 1984 г. Bodyline, като английския капитан по крикет Дъглас Джардин. Той играе в австралийския минисериал The Dirtwater Dynasty („Династия Дъртуотър“) през 1988 г. и в ролята на Джефри Чембърс в драмата Barlow and Chambers: A Long Way From Home („Барлоу и Чамбърс: Далеч от дома“). Играе заедно с Никол Кидман в телевизионния минисериал Bangkok Hilton от 1989 г. През 1991 г. Уивинг получава Наградата за най-добър актьор на Австралийския филмов институт за изпълнението си в нискобюджетния филм „Доказателство“ като слепия фотограф. Той се появява в ролята на сър Джон в комедията на Яху Сириъс от 1993 г. Reckless Kelly („Безразсъдният Кели“), осмиване на австралийския престъпник Нед Кели.
В средата на 90-те г. се превъплъщава в драг кралицата Антъни „Тик“ Белроуз/Мици Дел Бра във филма от 1994 г. „Приключенията на Присила, кралицата на пустинята“ и осигурява гласа на овчарското куче Рекс в семейния филм от 1995 г. „Бейб“ от 1998 г. и в продължението му „Бейб в града“. През 1998 г. получава наградата за най-добър актьор" от Световния филмов фестивал в Монреал за изпълнението си на заподозрян сериен убиец в „Интервюто“.

### 1999 – 2010 г.
Уивинг играе енигматичния и злонамерен агент Смит във филма от 1999 г. „Матрицата“. По-късно той повтаря тази роля в продълженията на филма от 2003 г., „Матрицата: Презареждане“ и в „Матрицата: Революции“. Той е гласов актьор в анимационния филм The Magic Pudding.
Получава допълнително признание в ролята на господаря на полуелфите Елронд в трифилмовата адаптация на Питър Джаксън на „Властелинът на пръстените“, излязла между 2001 и 2003 г. Уивинг е главният актьор в наградения филм на Андрю Котатко Everything Goes (2004). През 2005 г. играе ролята на пристрастен към хероин бивш ръгби играч в австралийския независим филм „Малка риба“ с Кейт Бланшет. Има главната роля на V във филма от 2005 г. „V като Вендета“, в който се събира отново с Лана и Лили Уашовски – създателки на трилогията „Матрицата“, които пишат адаптирания сценарий. Уивинг повтаря ролята си на Елронд за видеоиграта The Lord of the Rings: The Battle for Middle-Earth II. 
През 2004 г. Уивинг става посланик на австралийската организация за правата на животните „Войслес“ – институтът за защита на животните. Той посещава събития, популяризира организацията в интервюта и ѝ помага при оценяването на получателите на годишни субсидии.
Той редовно се появява в продукции на Театралната компания на Сидни (STC). През 2006 г. работи с Кейт Бланшет върху реприза на продукцията на STC на „Хеда Габлер“ в Ню Йорк. В спорен ход от режисьора Майкъл Бей Уивинг е избран да озвучава ролята на Мегатрон във филма „Трансформърс“ от 2007 г., вместо да бъде използвана оригиналната версия на гласа на героя, създаден от гласовия актьор Франк Уелкър. Въпреки че Уивинг повтаря ролята си в две продължения, той не дава много личен принос във филмите за Трансформърс.
Уивинг играе поддържаща роля в римейка на Джо Джонстън от 2010 г. „Човекът-вълк“ с участието на Бенисио дел Торо – римейк на едноименния  филм от 1941 г. Веднага след като филмът приключва през пролетта на 2008 г., той се завръща у дома в Австралия, за да заснеме главна роля във филма Last Ride. В началото на 2009 г. Гийермо дел Торо, тогава режисьор на филмовата поредица „Хобитът“ – предистории на „Властелинът на пръстените“, потвърждава намерението си да избере отново Уивинг като Елронд в интервю за Би Би Си. Дел Торо в крайна сметка напуска проекта; Питър Джаксън решава сам да режисира филмите, но Уивинг не е официално потвърден в актьорския състав до май 2011 г.
Уивинг прекарва лятото на 2009 г. в главната роля в постановката на God of Carnage на Театралната компания на Мелбърн, играейки адвокат Ален Рейл. Той се завръща на сцената през ноември 2010 г. в „Чичо Ваньо“ на Театралната компания на Сидни с участието на Кейт Бланшет и Ричард Роксбърг. Уивинг има гостуваща роля в австралийския телевизионен сериал на Роксбърг Rake през май 2010 г.
През май 2009 г. Уивинг е съзвезда в документалната драма „Портокали и слънце“ за принудителната миграция на хиляди британски деца в Австралия през 50-те години на миналия век. Премиерата на филма е на Международния филмов фестивал в Рим на 28 октомври 2010 г. и събира положителни отзиви.
През 2010 г. излиза „Легенда за пазителите“, в който Уивинг има още една известна гласова роля, представяйки две различни сови на име Ноктус и Гримбъл. През септември 2010 г. Уивинг завършва снимките си за ролята си на измисления нацист Червеният череп във филма за супергерои „Капитан Америка: Първият отмъстител“ и се връща в Сидни, за да се подготви за пиесата „Вуйчо Ваньо“.

### 2011 – 2023 г.
На 13 март 2011 г. филмът The Key Man („Ключовият човек“), който Уивинг заснема през 2006 г., най-накрая дебютира на фестивала Саут бай Саутуест в Остин, Тексас. Сагата за деца мигранти „Портокали и слънце“ излиза в Обединеното кралство на 1 април – кулминацията на месеците успех във фестивалната верига в края на 2010 г. – началото на 2011 г. През март Театралната компания на Сидни и Центърът за сценични изкуства „Джон Ф. Кенеди“ обявяват, че продукцията на театралната компания за 2010 г. на пиесата „Вуйчо Ваньо“ от Чехов ще бъде повторена във Вашингтон, окръг Колумбия, през август. През април Уивинг се появява на снимачната площадка на „Хобит“ в Нова Зеландия, малко преди говорител на продукцията официално да потвърди завръщането на актьора като Елронд в предисторията на трилогията на Питър Джаксън към „Властелинът на пръстените“. Той е част от актьорския състав на адаптацията на Уашовски по романа на Дейвид Мичъл „Облакът Атлас“. Проектът с участието на Том Ханкс, Бен Уишоу, Хали Бери, Джим Броудбент и Сюзън Сарандън, започва снимки през септември 2011 г. и излиза на екран през октомври 2012 г.
През 2012 г. Уивинг отново се съсредоточава върху театралната си кариера, като се завръща в Театралната копания на Сидни, за да участва в нова адаптация на пиесата на Кристофър Хемптън „Опасни връзки“ през март. Той играе ролята на прословутия виконт дьо Валмон – герой, който за първи път играе на сцена през 1987 г. Уивинг и Кейт Бланшет повтарят ролите си в международно възхваляваната продукция на STC „Вуйчо Ваньо“ в рамките на 10 дена в Линкълн център в Ню Йорк през юли.
Заетият актьор се присъединява към актьорския състав на три предстоящи австралийски филма през лятото на 2012 г. Снимките на полицейския трилър „Мистериозен път“ с уестърн, написан и режисиран от Иван Сен, започват през юни 2012 г. Уивинг се появява в затворническата драма Healing на режисьора Крейг Монахан, с когото преди това прави филмите „Интервюто“ (1998) и „Праскови“ (2005). Той се появява в сегмент от австралийския филм-антология The Turning („Завръщането“), базиран на сборника от свързани истории на Тим Уинтън, озаглавен „Комисията“, режисиран от Дейвид Уенъм.  Завършва 2013 г. с участието си заедно с Ричард Роксбърг и Филип Куаст в пиесата „В очакване на Годо“ на Самюъл Бекет за Театралната компания в Сидни.
През пролетта на 2013 г. Уивинг повтаря ролята на агент Смит за телевизионна реклама на Дженерал Илектрик.
От 26 юли до 27 септември 2014 г. играе главната роля в продукцията на Театралната компания на Сидни на „Макбет“. В необичайна обработка на шекспировата трагедия от младия режисьор от Сидни Кип Уилямс изпълнението на Уивинг е описано от Питър Готинг от в. „Гардиън“ като „ролята на кариерата му“. 
През октомври 2015 г. Уивинг се присъединява към актьорския състав на филмовата адаптация на романа на Крейг Силви „Джаспър Джоунс“.
През 2018 г. играе ролята на Тадеус Валънтайн в „Смъртоносни машини“. През същата година той се появява заедно с Бенедикт Къмбърбач в телевизонния минисериал „Патрик Мелроуз“.
През 2020 г. е в ролята на Алфред в адаптацията на Тони Кушнър на The Visit.
От 2021 г. е в ролята на Глен Матисън в австралийския драматичен сериал Love Me .
Към 2022 г. е в борда на Филмовия фестивал в Аделхайд, Австралия.

## Личен живот
Когато е на 13 години, Уивинг е диагностициран с епилепсия. Въпреки че състоянието рядко го засяга и спира в началото на 30-те му години, той решава да не шофира предвид риска от припадък.
Той има връзка с Катрина Грийнууд от 1984 г. Живеят в Сидни и имат две деца заедно: Хари Грийнууд, актьор, и Холи Гринууд, художничка. Децата им получават фамилното име на майка си, което синът на Уивинг описва като „противопоставяне на семейството срещу патриархата“.

## Участия
| Година | Заглавие                                         | Оригинално заглавие                           | Роля                                                                                  | Бележки |
| ------ | ------------------------------------------------ | --------------------------------------------- | ------------------------------------------------------------------------------------- | --- |
| 1981   |                                                  | ...Maybe This Time                            | студент 2                                                                             | |
| 1983   |                                                  | The City's Edge                               | Анди Уайт                                                                             | |
| 1986   |                                                  | Sky Pirates                                   | Тъг                                                                                   | некредитиран |
| 1986   |                                                  | For Love Alone                                | Джонатан Кроу                                                                         | |
| 1987   |                                                  | The Right Hand Man                            | Нет Девин                                                                             | |
| 1988   |                                                  | Dada is Death                                 | Джефри Чамбърс                                                                        | тв филм |
| 1989   | Банкок Хилтън (минисериал)                       | Bangkok Hilton                                | Ричард Карлайл                                                                        | |
| 1990   |                                                  | ...Almost                                     | Джейк                                                                                 | |
| 1991   | Доказателство                                    | Proof                                         | Мартин                                                                                | Награда AACTA за най-добра главна мъжка роля |
| 1992   |                                                  | Road to Alice                                 | Луис                                                                                  | късометражен |
| 1993   |                                                  | Frauds                                        | Джонатан Уитс                                                                         | |
| 1993   |                                                  | Reckless Kelly                                | сър Джон                                                                              | |
| 1993   |                                                  | The Custodian                                 | детектив Чърч                                                                         | |
| 1994   |                                                  | Exile                                         | Инес                                                                                  | |
| 1994   |                                                  | Adventures of Priscilla, Queen of the Desert  | Антъни "Тик" Белроуз / Митци Дел Бра                                                  | Номиниран за Награда AACTA за най-добра главна мъжка роля |
| 1995   |                                                  | What's Going On, Frank?                       | Странният опаковчик в супера                                                          | късометражен |
| 1997   |                                                  | True Love and Chaos                           | Морис                                                                                 | |
| 1998   |                                                  | Bedrooms and Hallways                         | Джеръми                                                                               | |
| 1998   |                                                  | The Interview                                 | Еди Родни Флеминг                                                                     | Награда AACTA за най-добра главна мъжка роля Награда за най-добър актьор на Монреалския филмов фестивал Номинация за Награда FCCA за най-добра поддържаща мъжка роля                                                                        |
| 1998   |                                                  | The Kiss                                      | Франк                                                                                 | късометражен |
| 1999   |                                                  | Little Echo Lost                              | Човекът-ехо                                                                           | късометражен |
| 1999   |                                                  | True Colours                                  | Ед Къруан                                                                             | късометражен |
| 1999   |                                                  | Strange Planet                                | Стивън                                                                                | |
| 1999   | Матрицата                                        | The Matrix                                    | Агент Смит                                                                            | Номинация за Награда Blockbuster Entertainment за любим злодей |
| 2001   |                                                  | Russian Doll                                  | Харви                                                                                 | |
| 2001   | Любовни романи                                   | The Old Man Who Read Love Stories             | зъболекар Рубикондо                                                                   | Номинация за награда AACTA за най-добра поддържаща мъжка роля Номинация за награда FCCA за най-добра поддържаща мъжка роля |
| 2001   | Властелинът на пръстените: Задругата на пръстена | Lord of the Rings: The Fellowship of the Ring | Елронд                                                                                | Номинация за Наградата на Гилдията на екранните актьори за изключитело изпълнение на ансамбъл в игрален филм |
| 2002   | Властелинът на пръстените: Двете кули            | Lord of the Rings: The Two Towers             | Елронд                                                                                | Номинация за Наградата на Гилдията на екранните актьори за изключитело изпълнение на ансамбъл в игрален филм |
| 2003   |                                                  | After the Deluge                              | Марти                                                                                 | тв филм |
| 2003   | Матрицата: Презареждане                          | The Matrix Reloaded                           | Агент Смит                                                                            | Кино награда на Ем Ти Ви за най-добра битка (с Киану Рийвс) |
| 2003   | Матрицата: Революции                             | The Matrix Revolutions                        | Агент Смит                                                                            | |
| 2003   | Властелинът на пръстените: Завръщането на краля  | Lord of the Rings: The Return of the King     | Елронд                                                                                | Награда на Асоциацията на Broadcast Film Critics за най-добър ансамбъл Награда на Националния борд на критиците на САЩ за най-добър ансамбъл Награда на Гилдията на екранните актьори за изключително изпъленние на ансамбъл в игрален филм |
| 2004   |                                                  | Everything Goes                               | Рей                                                                                   | късометражен Награди Inside Film: най-добър късометражен филм |
| 2004   |                                                  | Peaches                                       | Алан                                                                                  | |
| 2005   | Дребна риба                                      | Little Fish                                   | Лайънъл Доусън                                                                        | Награда AACTA Award за най-добра главна мъжка роля Награда FCCA Award за най-добра поддържаща мъжка роля Награда Inside Film за най-добър актьор                                                                                            |
| 2006   |                                                  | Who Killed Dr Bogle and Mrs Chandler?         | Разказвач                                                                             | тв филм |
| 2006   | V като Вендета                                   | V for Vendetta                                | V                                                                                     | Международна награда за най-добър актьор |
| 2007   |                                                  | In the Company of Actors                      | себе си/ съдия Брак                                                                   | |
| 2008   |                                                  | The Tender Hook                               | Макхийт                                                                               | |
| 2009   | Последна екскурзия                               | Last Ride                                     | Кев                                                                                   | Номинация за Награда AACTA за най-добра главна мъжка роля |
| 2010   | Човекът-вълк                                     | The Wolfman                                   | детектив Франсис Абърлайн                                                             | |
| 2010   | Портокали и слънце                               | Oranges and Sunshine                          | Джак                                                                                  | Награда AACTA за най-добра поддържаща мъжка роля Номинация за Награда „Сателит“ за най-добра поддържаща мъжка роля в игрален филм |
| 2011   |                                                  | The Key Man                                   | Винсънт                                                                               | |
| 2011   | Капитан Америка: Първият отмъстител              | Captain America: The First Avenger            | Джонатан Шмид / Червеният череп                                                       | Номинация за Наградата на избора на тийнейджърите за филмова битка (с Крис Еванс) Номинация за Награда „Скрийм“ за най-добър злодей |
| 2012   | Облакът Атлас                                    | Cloud Atlas                                   | Хаскел Мур Тадеуш Кеселринг Бил Смоук Мед. сестра Ноукс Лодкарят Мефи Старият Джорджи | |
| 2012   | Хобит: Неочаквано пътешествие                    | The Hobbit: An Unexpected Journey             | Елронд                                                                                | |
| 2013   | Мистериозен път                                  | Mystery Road                                  | Джоно                                                                                 | |
| 2013   | Завръщането                                      | The Turning                                   | Боб Ланг (сегмент Commission)                                                         | Номиниран за Награда AACTA за най-добра главна мъжка роля |
| 2014   |                                                  | Healing                                       | Мат Пери                                                                              | |
| 2014   | Мулето                                           | The Mule                                      | детектив Том Крофт                                                                    | Номинация за Наградата на Австралийската асоциация на филмовите критици за най-добра поддържаща мъжка роля |
| 2014   | Хобит: Битката на петте армии                    | The Hobbit: The Battle of the Five Armies     | Елронд                                                                                | |
| 2015   |                                                  | Strangerland                                  | Дейвид Рай                                                                            | |
| 2015   |                                                  | The Dressmaker                                | сержант Фарат                                                                         | Награда AACTA за на-добра поддържаща мъжка роля Наградата на Австралийската асоциация на филмовите критици за най-добра поддържаща мъжка роля Номинация на Австралийското дружество на филмовите критици за най-добра поддържаща мъжка роля |
| 2016   | Възражение по съвест                             | Hacksaw Ridge                                 | Том Дос                                                                               | Награда AACTA за на-добра поддържаща мъжка роля |
| 2017   |                                                  | Jasper Jones                                  | лудият Джак Лайънъл                                                                   | Награда AACTA за на-добра поддържаща мъжка роля |
| 2018   |                                                  | Black '47                                     | Хана                                                                                  | |
| 2018   | Смъртоносни машини                               | Mortal Engines                                | Тадеус Валънтайн                                                                      | |
| 2019   |                                                  | Hearts and Bones                              | Даниел Фишър                                                                          | Номинация за Награда AACTA за най-добра главна мъжка роля Най-добър актьор на Филмовия фестивал „Фарго“ |
| 2019   |                                                  | Measure for Measure                           | Дюк                                                                                   | |
| 2021   |                                                  | Lone Wolf                                     | Шеф на полицията                                                                      | |
| 2022   |                                                  | Expired                                       | д-р Майлъл Бергман                                                                    | |
| 2023   |                                                  | The Royal Hotel                               | Били                                                                                  | |
| 2023   |                                                  | The Rooster                                   | Отшелникът                                                                            | |
|        |                                                  | How to Make Gravy                             |                                                                                       | |

| Години    | Заглавие       | Оригинално заглавие      | Роля                | Бележки                                   |
| --------- | -------------- | ------------------------ | ------------------- | ----------------------------------------- |
| 1984      |                | Bodyline                 | Дъглас Джардин      | сезон 1, еп. 1.1-1.7                      |
| 1987      |                | Frontier                 | губернатор Артър    | сезон 1, еп. 1-3                          |
|           |                |                          |                     |                                           |
| 1988      |                | Melba                    | Чарлз Армстронг     | сезон 1, еп. 1.1, 1.2, 1.3, 1.4, 1.7, 1.8 |
| 1988      |                | The Dirtwater Dynasty    | Ричард Йистуик      | сезон 1, еп. 1-5                          |
| 1989      |                | Bangkok Hilton           | Ричард Карлайл      | сезон 1, еп. 1-3                          |
| 1993      |                | Seven Deadly Sins        | Ерик                | сезон 1, еп. 1                            |
| 1995      |                | Bordertown               | Кенет Пиърсън       | сезон 1, еп. 1-10                         |
| 1996      |                | Naked: Stories of Men    | Мартин Фърлонг      | сезон 1, еп. 1                            |
| 1996      |                | The Bite                 | Джак Шанон          | сезон 1, еп. 1-2                          |
| 1998      |                | Hallifax f.p.            | детектив Том Хъркос | сезон 1, еп. 11                           |
| 2010      |                | Rake                     | проф. Грейъм Мъри   | сезон 1, еп. 1                            |
| 2017      |                | Seven Types of Ambuguity | Алекс Клима         | сезон, еп. 1, 2, 3, 5, 6                  |
| 2018      | Патрик Мелроуз | Patrick Melrose          | Дейвид Мелроуз      | сезон 1, еп. 1-5                          |
| 2021      |                | Mr. Corman               | Арти                | сезон 1, еп. 9                            |
| 2021-2023 |                | Love Me                  | Глен Матисън        |                                           |

| Година | Заглавие                                              | Оригинални заглавие                                                                | Роля                  | Бележки                                                        |
| ------ | ----------------------------------------------------- | ---------------------------------------------------------------------------------- | --------------------- | -------------------------------------------------------------- |
| 1995   | Бейб                                                  | Babe                                                                               | Рекс– мъжката овчарка |                                                                |
| 1998   | Бейб в града                                          | Babe: Pig in the City                                                              | Рекс– мъжката овчарка |                                                                |
| 2000   |                                                       | The Magic Pudding                                                                  | Бил Бернакъл          |                                                                |
| 2003   |                                                       | Horseplay                                                                          | разказвач             |                                                                |
| 2003   |                                                       | Enter the Matrix                                                                   | Агент Смит            | видео игра                                                     |
| 2006   |                                                       | The Lord of the Rings: The Battle for Middle-earth II - The Rise of the Witch-king | Елронд                | видео игра                                                     |
| 2006   | The Lord of the Rings: The Battle for Middle-earth II |                                                                                    | Елронд                | видео игра                                                     |
| 2006   | Весели крачета                                        | Happy Feat                                                                         | Ной                   |                                                                |
| 2007   |                                                       | The Rose of Baziz                                                                  | Разказвач             | късометражен                                                   |
| 2007   | The Girl Who Swallowed Bees                           |                                                                                    | Разказвач             | късометражен                                                   |
| 2007   | Трансформърс                                          | Transformers                                                                       | Мегатрон              | Номиниран за Избор на тийнейджърите за най-добър филмов злодей |
| 2009   | Трансформърс: Отмъщението                             | Transformers: Revenge of the Fallen                                                | Мегатрон              |                                                                |
| 2009   |                                                       | The Lord of the Rings: Conquest                                                    | Елронд                | видео игра                                                     |
| 2010   |                                                       | I, Spry                                                                            | разказвач             | тв филм                                                        |
| 2010   | Легенда за пазителите                                 | Legend of the Guardians: The Owls of Ga'Hoole                                      | Ноктус и Гримбъл      |                                                                |
| 2011   | Трансформърс 3                                        | Transformers: Dark of the Moon                                                     | Мегатрон              |                                                                |
| 2014   |                                                       | Manny Gets Censored                                                                | разказвач             | късометражен                                                   |
| 2017   |                                                       | We're All Going to Die                                                             | Смъртта               | късометражен                                                   |
| 2023   |                                                       | Koala Man                                                                          | Крал Емудеус          |                                                                |

| Година | Заглавие                        | Оригинално заглавие                                                       | Автор                        | Роля                       | Бележки |
| ------ | ------------------------------- | ------------------------------------------------------------------------- | ---------------------------- | -------------------------- | --- |
| 1973   |                                 | The Thwarting of Baron Bolligrew                                          | Робърт Болт                  | Кап. Аскуит                | Училище „Даунс“, Роксал, Съмърсет |
| 1982   |                                 | You Can't Take It with You                                                | Джордж С. Кауфман и Мос Харт | Първият човек              | Театрална компания на Сидни с Джефри Ръш и Хедър Мичъл |
| 1982   |                                 | A Map of the World                                                        |                              | Пол                        | Театрална компания на Сидни. Diir. David Hare |
| 1982   |                                 | The Perfectionist                                                         |                              | Ерик                       | Театрална компания на Сидни с Джон Бел, Робин Невин, Колин Фрилс и Хедър Мичъл. Dir. Richard Wherrett (турне и в САЩ)                                                                                |
| 1982   |                                 | As You Desire Me                                                          | Стефано Пирандело            | Един от тримата млади мъже | Театрална компания на Сидни |
| 1983   |                                 | The Way of the World                                                      | Уилям Конгрив                | Бъбривият                  | Театрална компания на Сидни с Рут Кракнъл и Дрю Форсайт |
| 1983   |                                 | Gossip from the Forest                                                    | Томас Кинийли                |                            | Театрална компания на Сидни |
| 1986   |                                 | The Madras House                                                          |                              | Филип                      | Театрална компания на Сидни с Джеф Морел |
| 1987   | Опасни връзки                   | Les Liaisons Dangereuses                                                  | Кристофър Хемптън            | Виконт дьо Валмон          | Театрална компания „Нимрод“ |
| 1989   |                                 | The Secret Rapture                                                        | Дейвид Хеър                  | Ъруин                      | Театрална компания на Сидни с Памела Рейб и Хедър Мичъл |
| 1993   | Вишнева градина                 | Вишнёвый сад (The Cherry Orchard)                                         | Антон Чехов                  | Трофимов                   | Театрална компания на Сидни |
| 1994   |                                 | That Eye, The Sky                                                         | Тим Уинтън                   | Хенри                      | Sydney Arts Festival и Плейхаус Мелбърн за Театрална компания „Бърнинг Хаус“ |
| 1994   |                                 | Arcadia                                                                   |                              | Бърнард Найтингейл         | Театрална копания на Сидни с Хелън Томпсън |
| 2000   |                                 | The White Devil                                                           | Джон Уебстър                 | Херцогът на Брачано        | Кралски театър (Сидни) за Театрална копмания на Сидни с Енджи Миликън, Пола Арундел, Брус Спенс и Хедър Мичъл                                                                                        |
| 2003   |                                 | The Real Thing                                                            | Том Стопард                  | Хенри                      | Театрална копания на Сидни с Енджи Миликън |
| 2006   | Хеда Габлер                     | Hedda Gabler                                                              | Хенрик Ибсен                 | съдия Барак                | Музикална академия на Бруклин с Театрална компания на Сидни с Кейт Бланшет, Джустин Кларк и Адн Йънг. Дир. Робин Невин. Production was the subject of the 2007 feature film In the Company of Actors |
| 2007   |                                 | Riflemind                                                                 |                              | Джон                       | Театрална компания на Сидни. Дир. Филип Сеймур Хофман. Худ. дир. Андрю Ъптън |
| 2009   |                                 | God of Carnage                                                            | Ясмина Реза                  | Алан Рейл                  | Театрална компания на Мелбърн |
| 2010   | Вуйчо Ваньо                     | Дядя Ваня                                                                 | Антон Чехов                  | Астров                     | Театрална компания на Сидни с Кейт Бланшет и Ричард Роксбъроу |
| 2011   | Вуйчо Ваньо                     | Дядя Ваня                                                                 | Антон Чехов                  | Астров                     | Вашингтон за Театрална компания на Сидни и Център за сценични изкуства „Джон Ф. Кенеди“ (Вашингтон) с Кейт Бланшет и Ричард Роксбъроу                                                                |
| 2012   | Опасни връзки                   | Les Liaisons Dangereuses                                                  |                              | Виконт дьо Валмон          | Театрална компания на Сидни с Памела Рейб и Джъстин Кларк |
| 2012   | Вуйчо Ваньо                     | Дядя Ваня                                                                 | Антон Чехов                  | Астров                     | Линкълн център (Ню Йорк) за Театрална компания на Сидни с Кейт Бланшет и Ричард Роксбъроу |
| 2013   | В очакване на Годо              | En attendant Godot; Waiting for Godot                                     | Самюъл Бекет                 | Владимир                   | Театрална компания на Сидни с Ричард Роксбъроу и Филип Куаст. Дир. Андрю Ъптън |
| 2014   | Макбет                          | Macbeth                                                                   | Уилям Шекспир                | Макбет                     | Театрална компания на Сидни |
| 2015   | В очакване на Годо              | En attendant Godot; Waiting for Godot                                     | Самюъл Бекет                 | Владимир                   | Център „Барбикан“ (Лондон) за Театралната компания на Сидни с Ричард Роксбъроу и Филип Куаст. Дир. Андрю Ъптън                                                                                       |
| 2015   |                                 | Endgame                                                                   | Самюъл Бекет                 | Хам                        | Театрална компания на Сидни. Дир. Андрч Ъптън |
| 2018   |                                 | Der aufhaltsame Aufstieg des Arturo Ui (The Resistible Rise of Arturo Ui) | Бертолт Брехт                | Arturo Ui                  | Театрална компания на Сидни Печели Награда „Хелпман“ |
| 2019   | Котка на горещ ламаринен покрив | Cat on a Hot Tin Roof                                                     | Тенеси Уилямс                | Big Daddy                  | Театрална компания на Сидни |
| 2020   |                                 | The Visit                                                                 | Фридрих Дюренмат             | Алфред                     | Адаптация на Тони Кушнер. Национален театър (Лондон) |
| 2024   |                                 | Der Präsident (The President)                                             | Томас Бернхард               | Президентът                | Театър „Гейт“ (Дъблин) и Театрална компания на Сидни |